# Quận Marshall, Tennessee
Quận Marshall là một quận thuộc tiểu bang Tennessee, Hoa Kỳ.
Quận này được đặt tên theo. Theo điều tra dân số của Cục điều tra dân số Hoa Kỳ năm 2000, quận có dân số 26.767 người. Quận lỵ đóng ở Lewisburg6.

## Địa lý
Theo Cục điều tra dân số Hoa Kỳ, quận có diện tích 972 km2, trong đó có 2 km2 là diện tích mặt nước.

### Quận giáp ranh
- Quận Rutherford (đông bắc)
- Quận Bedford (đông)
- Quận Lincoln (đông nam)
- Quận Giles (tây nam)
- Quận Maury (tây)
- Quận Williamson (tây bắc)